# Dusona ganeshi
Dusona ganeshi är en stekelart som beskrevs av Gupta 1977. Dusona ganeshi ingår i släktet Dusona och familjen brokparasitsteklar. Inga underarter finns listade i Catalogue of Life.